# Billy Elliot (muzikál)
Billy Elliot je britský muzikál z roku 2005, který napsali Elton John (hudba) a Lee Hall (libreto a texty k písním) podle stejnojmenného filmu z roku 2000. Netrvalo dlouho a muzikál se dostal i na Broadway – tam zazněl trochu jinak. Písně zůstaly, dialogy také – britský přízvuk nemohl být tak silný, jinak by americké publikum nerozumělo.
Film získal v Londýně 4 ceny Olivier Awards (i za nejlepší muzikál) a 10 cen Tony Awards.[zdroj?]

## Děj

### 1. dějství
Příběh se odehrává v County Durham během stávky horníků 1984-1985 (the stars look down). Jedenáctiletý Billy Elliot vyrůstá se svým otcem, bratrem a babičkou. Billy chodí na hodiny boxu, po hodině ale zůstává v tělocvičně a ocitá se na hodině baletu paní Wilkinsonovou. Je tam jediný chlapec, ale balet se mu zalíbí (Shine).
Hodiny baletu jsou Billyho tajemství a ví o nich jen babička. Ta se mu svěří, že když žil její muž – Billyho děda, milovala tanec a ten jí pomohl při těžkých časech s jejím mužem.
Billyho otec, bratr a sousedi se účastní stávky a bojují s policií – v kontrastu s násilím je zobrazena klidná elegance baletu na tajných hodinách (Solidarity).
Billyho otec o baletu dozví a zakáže mu chodit na další hodiny. Paní Wilkinsonová se mu to snaží rozmluvit a navrhuje, že s tímto talentem by se mohl Billy hlásit na Royal Ballet School v Londýně; a nabízí jim zdarma soukromé hodiny. Billy si sám není jistý, co by chtěl dělat a ptá se svého kamaráda Michaela. Jde za ním, ale najde v ho v matčiných šatech. Michael Billyho přesvědčí, ať si také oblékne dámské šaty a zpívají Expressing yourself - if you wanna be a dancer dance..if you wanna be a minor mine,
Billy dorazí na svou první soukromou hodinu baletu. Jako inspiraci pro tanec na přijímací zkoušky si měl donést nějakou věc, která pro něj hodně znamená. Billy si přinesl dopis, který mu napsala maminka, než zemřela (letter). S paní Wilkinsonovou se učí tancovat, ale začínají se i kamarádit (born to boogie). Billyho podporuje i dcera paní Wilkinsonové, které se Billy líbí.
Billyho otec a bratr jsou zaneprázdněni stávkou a potyčkami s policií, nemají dost peněz, stávka se táhne už rok.
V den Billyho přijímaček do města doráží policie. Tony, Billyho bratr, je zraněn a Billy nepřišel na sraz s paní Wilkinsonovou. Ta Billyho hledá a jde k němu domů, kde jsou Billyho rodina a sousedi. Je nucena přiznat, že Billyho učila a připravovala na tento den. Tyto novinky rozruší Billyho otce a i jeho bratra, který nutí Billyho, ať tančí na stole.
Do města se vrací policie, všichni z domu odcházejí a Billy na svého otce zakřičí: „Máma by mě nechala tancovat.“ Na to jeho otec odpoví: „Tvá máma je mrtvá.“ Billy je rozzlobený (angry dance) a skoro rok se drží od baletu stranou.

### 2. dějství
O 6 měsíců později se koná každoroční hornická vánoční besídka, kde si všichni utahují a shazují Margaret Thatcher-úhlavního nepřítele dělníků (Merry Christmas, Maggie Thatcher).
Billyho otec se opije a zpívá starou lidovou píseň, která ho rozesmutní; myslí na svou milovanou ženu, která zemřela příliš brzy a rozpláče se (deep in the ground). V místnosti zůstane jen Billy a Michael, který se svěří Billymu, že ho má rád. Billy mu vysvětlí, že má rád balet, ale není gay. Michael mu dá pusu na tvář a poprosí ho, aby zatancoval. Billy je smutný a chce, aby Michael odešel.
Billy zůstává sám s puštěnou hudbou, tančí a sní o tom, jaký by byl dospělý tanečník (Swan Lake).
Netuší, že se jeho otec vrátil a pozoruje ho. Otec nic neřekne a odejde za paní Wilkinsonovou, se kterou si chce promluvit o Billyho možnostech. Paní Wilkinsonová potvrdí Billyho talent, není si ale jistá, zda se dostane na Royal Ballet School. Nabídne se, že by cestu do Londýna na přijímací zkoušky zaplatila. Billyho otec její pomoc nepřijímá a budoucnost svého syna upřednostní před svou dělnickou pýchu – nechává stávky a vrací se do práce. Když vidí Tony, Bilyho bratr, že se otec vrací do dolů, rozzuří se a začne se hádat o to, co je důležitější – zda jednota horníků nebo pomoc Billymu (He could be a star). Billy se připlete do hádky a je omylem uhozen; ostatní horníci se snaží rodinu uklidnit, protože nejdůležitější věc je péče o dítě. Každý z horníků přispěje na cestu do Londýna, ale stále nemají dost peněz. Muž ze skupiny stávkokazů nabízí Billymu stovky liber. Tony tyto peníze odmítá, ale když se za něj nikdo nepostaví vidí, že ve stávce nemá smysl pokračovat, a utíká.
Billy se svým otcem dorazí na přijímací zkoušky na RBS. Billyho otec, který čeká venku, a vidí bohaté rodiny a uvědomuje si rozdíl mezi nimi a jejich rodinou. Potkává chlapce, který se mu svěřuje, že ho jeho otec v baletu nepodporuje – je ale okřiknut.
Billy dokončuje zkoušky se špatným pocitem, nechá se vyprovokovat jiným chlapcem a uhodí ho. Porota mu důrazně připomene přísný školní řád. Paní Wilkinsonová jim poslala velmi dobré doporučení a vysvětila Billyho situaci. Porota se Billyho zeptá, jaký to je pocit, když tančí a Billy odpovídá dojemným popisem své taneční vášně (Electricity).
V Durhamu pokračuje život jako dřív, časy jsou ale těžší a horníci zavedli jídelnu, kam si docházejí pro polévky. Billy dostane dopis, ve kterém se oznamuje, že ho na školu nepřijali. Tony vyloví dopis z koše a přečte si, že jeho bratr přijat byl. Ve stejnou dobu stávka skončila. Billy navštěvuje paní Wilkinsonovou a děkuje jí za všechno.
Billy si balí věci do Londýna a loučí se s horníky vracejícími se do práce, kterou brzy ztratí. Horníci nastupují do výtahové šachty, která je sváží do dolu (once we were kings).
Billy se také loučí se svou mrtvou matkou, která ho často v jeho představách navštěvuje a povídají si – teď si také napíše dopis, ve kterém říká poslední sbohem (Letter reprise). Michael se s ním přijde rozloučit, nevěří, že by se Billy vrátil. Billy mu dá pusu na tvář, vezme kufr a sám odchází.
Všechny postavy přijdou na pódium, celé město je na Billyho pyšné a oslavují jeho nadějnou budoucnost. (Finale)